# Tentaciones (telenovela)
Tentaciones es una telenovela mexicana producida por Argos Televisión para TV Azteca, en 1998. Es una versión de la historia colombiana de 1992 Sangre de lobos, creada por Bernardo Romero Pereiro y Mónica Agudelo. Las grabaciones de la telenovela iniciaron en marzo de 1998.
Se estrenó por Azteca Trece el 27 de abril de 1998 en sustitución de Mirada de mujer, y finalizó el 24 de julio del mismo año siendo reemplazado por las telenovelas El amor de mi vida y Tres veces Sofía, la cual duró 3 meses al aire, siendo sacada de la pantalla por la fuerte temática que tenía, se apresuró el final siendo este más leve que el planeado originalmente.
Está protagonizada por Lorena Rojas y José Ángel Llamas, junto con Ana de la Reguera, Omar Fierro y María Renée Prudencio en los roles antagónicos. Contando también con las actuaciones estelares de Juan Manuel Bernal, Carmen Madrid, y Judy Henríquez.

## Trama
Eugenio Segovia, un hombre que siempre tuvo una ambición sin límites y cometido muchos errores en el pasado, más tarde empecé a sentir las consecuencias. Eugenio se acumula una enorme fortuna cuando se casa con Mercedes, con quien tiene cuatro hijos: Gabriel, Lorenza, Diego y Fernanda. Pero fuera de este matrimonio, Eugenio también tiene una hija con Erika, su primer y único amor, el nombre de esa chica es Julia. Gabriel se convierte en un sacerdote, pero por azar del destino conoce a Julia, iniciando un romance con ella y escondiendo su verdadera vocación. El conflicto empieza cuando Julia descubre que Gabriel no sólo es su supuesto primo, sino también un sacerdote. A pesar de todo, todavía se aman, pero la conmoción viene cuando Eugenio se ve obligado a confesar la verdad. Ellos no son primos, pero medio hermano y hermana.

## Reparto

### Reparto principal
- José Ángel Llamas como Gabriel Segovia Villegas
- Lorena Rojas como Julia Muñóz / Julia Segovia
- Guillermo Murray como Eugenio Segovia
- Omar Fierro como Martín Farías
- Judy Henríquez como Mercedes Villegas de Segovia
- Mercedes Pascual como Generosa

### Reparto recurrente
- Juan Manuel Bernal como Diego Segovia Villegas
- María Renée Prudencio como Lorenza Segovia Villegas
- Ana de la Reguera como Fernanda Segovia Villegas[6]
- Carmen Madrid
- Lisa Owen
- Arturo Ríos como Javier
- Álvaro Guerrero como Bruno
- Farnesio de Bernal como Fermín
- Carlos Torres Torrija como Federico
- Luis Rábago como Hernán
- Fabián Corres como Alfredo
- Marina de Tavira como Eliana
- Flor Payán como Sara
- Liat Heras Sclar como Lucía
- Chela Arias como Clemencia
- Manuel Blejerman